# نورمن اسنایدر
نورمن اسنایدر (انگلیسی: Norman Snider؛ ۱۴ نوامبر ۱۹۴۵ – ۴ ژانویهٔ ۲۰۱۹) فیلم‌نامه‌نویس اهل کانادا بود. وی بین سال‌های ۱۹۶۸ تا ۲۰۱۹ میلادی فعالیت می‌کرد.
از فیلم‌ها یا برنامه‌های تلویزیونی که وی در آن نقش داشته‌است، می‌توان به جنایت‌های آینده، کازینو جک و شباهت کامل اشاره کرد.